# Murrells Inlet
Murrells Inlet és una població dels Estats Units a l'estat de Carolina del Sud. Segons el cens del 2000 tenia 5.519 habitants.

## Demografia
Segons el cens del 2000, Murrells Inlet tenia 5.519 habitants, 2.585 habitatges i 1.654 famílies. La densitat de població era de 290,3 habitants/km².
Dels 2.585 habitatges en un 17,6% hi vivien nens de menys de 18 anys, en un 53,7% hi vivien parelles casades, en un 7,5% dones solteres, i en un 36% no eren unitats familiars. En el 27,9% dels habitatges hi vivien persones soles el 10,8% de les quals corresponia a persones de 65 anys o més que vivien soles. El nombre mitjà de persones vivint en cada habitatge era de 2,14 i el nombre mitjà de persones que vivien en cada família era de 2,59.
Per edats la població es repartia de la següent manera: un 15,5% tenia menys de 18 anys, un 4,8% entre 18 i 24, un 26,9% entre 25 i 44, un 31,5% de 45 a 60 i un 21,3% 65 anys o més.
L'edat mediana era de 47 anys. Per cada 100 dones de 18 o més anys hi havia 96,6 homes.
La renda mediana per habitatge era de 39.877$ i la renda mediana per família de 47.194$. Els homes tenien una renda mediana de 30.562$ mentre que les dones 26.178$. La renda per capita de la població era de 28.197$. Entorn del 5,4% de les famílies i el 7,9% de la població estaven per davall del llindar de pobresa.

## Poblacions més properes
El següent diagrama mostra les poblacions més properes.